# Que se rompe la cuerda!
Que se rompe la cuerda! (litt. « Que casse la corde ! ») est une gravure produite par le peintre espagnol Francisco Goya en 1815. Elle fait partie de la série les Désastres de la guerre.

## Description
La gravure représente un ecclésiastique qui tangue sur une corde raide sous les regards de la foule qui crie et hurle. Le titre de l’œuvre laisse entendre qu’elle souhaite la rupture de la corde.

## Historique
Un dessin préparatoire conservé au musée du Prado contient un détail qui a disparu de la gravure : le « funambule » portait la tiare papale, ce qui permettait de l’identifier comme Pie VII. La surveillance exercée par l’Inquisition espagnole sur la reproduction et la diffusion des estampes, à cette époque, explique la différence entre la gravure modifiée et le dessin préparatoire épargné. Des bâtiments à l’arrière-plan disparaissent également dans un désir d’économie formelle, qui concentre l’attention sur la corde raide.

## Interprétation
Goya incrimine l’Église catholique représentée comme complice de la restauration de l’absolutisme en Espagne avec une allégorie voilée de l’engagement de l’Église en faveur des intérêts du retour au pouvoir de l’ordre ancien.
En représentant le dicton « andar en la maroma » : « marcher sur la corde », signifiant être sur les rangs, c’est-à-dire du nombre des prétendants à une prébende, un canonicat, Goya fait allusion aux rapports assez ambigus qu’entretenait, à l’époque, l’Église avec la monarchie espagnole afin d’obtenir sa protection, tout en acceptant les risques impliqués. Ferdinand VII avait, en effet, demandé au pape de promulguer une bulle pardonnant aux religieux qui avaient fait partie de la guérilla pendant la Guerre d'indépendance espagnole. Le monarque espagnol avait, de surcroit, demandé à l’Église, avec l’approbation de Pie VII, que les prêtres exigent en chaire le paiement des impôts par le peuple. Cet engagement de la part de celle-ci l’a placée, selon Goya, dans la position représentée dans cette gravure, de celui qui marche sur une corde raide pleine de nœuds et de ravaudages préfigure sa chute sous le regard empressé du peuple.